# Compañía Petrolera del Táchira
La Compañía Nacional Minera Petrolia del Táchira conocida también como la Compañía petrolera del Táchira o simplemente Petrolera fue la primera compañía explotadora de petróleo en Venezuela iniciando sus actividades a partir de 1914 en la Hacienda La Alquitrana, Estado Táchira bajo la concesión del gobierno central.

## Historia
La compañía fue fundada por Manuel Antonio Pulido Pulido, José Antonio Baldó Pulido, Ramón María Maldonado, José Gregorio Villafañe (hijo), Pedro Rafael Rincones y Carlos González Bona el 12 de octubre de 1878 para explotar el petróleo descubierto en su hacienda La Alquitrana, a través del pozo EUREKA. La producción de la misma aunque escasa fue el primer paso para la industria petrolera venezolana. La empresa se encargaba de dotar de kerosén a las ciudades vecinas por lo cual se encargaba de extraer y procesar el petróleo crudo. Llegó a tener 14 pozos productores y una refinería para 13 barriles diarios.

### Disolución
El 8 de abril de 1934 se vence su concesión otorgada por 50 años la cual no fue renovada. El Ministro de Fomento, Manuel Egaña, comunicó vía telegrama de 28 de diciembre de 1938 que no había posibilidad de renovar la concesión, por lo que la compañía fue cesando en sus labores, acto que terminó de completarse en 1945.